# Paulino Neves
Paulino Neves este un oraș în unitatea federativă Maranhão (MA), Brazilia.